# Windradyne

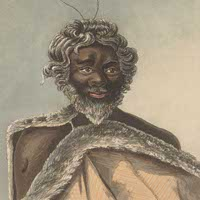
Abbildung eines Wiradjuri-Elder, vermutlich Windradyne

Windradyne (* 1800; † 21. März 1829 in Bathurst), der von den Europäern Saturday genannt wurde, gehörte zum Stamm der Wiradjuri, die bei Bathurst im australischen New South Wales lebten. Windradyne war ein exzellenter Jäger und Krieger, der zum Kriegsführer der Wiradjuri in den Jahren 1822 bis 1825 wurde. Die gewalttätigen Auseinandersetzungen mit den weißen Siedlern gingen als Bathurst-War in die Geschichte ein.

## Europäer und Windradyne
Europäische Siedler drangen 1813 in das Stammesgebiet der Wirdadjuri ein und bauten 1814 eine Handelsstraße. Windradyne selbst war mit William Suttor, einem Europäer, befreundet, dessen Vater George die Blue Mountains 1822 überwand und sich in einem Gebiet niederließ, das er Brucedal nannte. William Suttor lernte die Sprache der Wiradjuri und konnte sich mit Windradnye verständigen. Beide Europäer waren Rechtsanwälte, die sich um die Rechte der Aborigines kümmerten.

## Bathurst-Wars
Der Kultur der Wiradjuri entsprach es, das Land mit den Kolonialisten teilen zu wollen, da sich Aborigines als Bewahrer und Hüter eines Landes verstehen, aber nicht als Eigentümer, wohingegen die Siedler klare Eigentumsgrenzen zogen, die die Wiradjuri vom Betreten des Landes ausschlossen. In der Folge der immer stärker werdenden Besiedlung durch die Europäer kam es zu gewaltsamen Konflikten. In der Literatur wird dieser Konflikt als Bathurst-War oder als Wiradjuri-War dargestellt, eine weitere Quelle spricht von „Bathurst Emergency“ und beschreibt die Zeit vom September und November 1844. 
Die erste Auseinandersetzung, die Windradyne führte, ereignete sich 1822, als sich die Bewohner von Bathurst von den Aborigines bedroht fühlten und Soldaten mit Major Morisset den Schwarzen „eine Lektion“ beibringen sollten. Windradyne erkannte den Plan der Soldaten, stoppte den Angriff und erreichte, dass die Soldaten das Stammesgebiet nicht betraten. 
Am 8. Januar 1824 nahmen Soldaten Windradyne gefangen und brachten ihn nach Bathurst, wo er einen Monat im Gefängnis verbrachte. 
Am 14. August 1824 verhängte der Gouverneur Generalmajor Sir Thomas Brisbane das Kriegsrecht gegen die Aborigines westlich von Mount York und zog eine Truppe von 43 Soldaten und 50–100 Paramilitärs zusammen. Diese Truppe war wenig erfolgreich. Am 10. September kam es zu einer erneuten Auseinandersetzung zwischen 30 Aborigines und drei Viehtreibern, 80 Kilometer von Bathurst entfernt. Weitere Auseinandersetzungen gab es in einer Entfernung von 160 Kilometern von Bathurst am Mount York, wo sich die ersten Wiradjuri ergaben. Anschließend fanden zwei Massaker mit mehreren Hundert Toten am Bells Fall Gorge und am Clear Creek statt.
1824 boten Weiße Siedler bei Kelso seiner Familie Kartoffeln zum Essen an, und als sie am nächsten Tag wiederkamen, um erneut Kartoffeln zu erhalten, eröffneten andere Siedler, die zu Besuch waren, das Gewehrfeuer auf den völlig überraschten Windrayne und seine Familie. Diese kam um. Nach diesem Ereignis rief Wiradjuri alle Älteren der Koori zusammen um sie zu harten Gegenmaßnahmen zu überzeugen und bat sie um Unterstützung. Parallel startete Windradyne eine juristische Kampagne und besprach diese mit seinem Freund Suttor. 
Die Wiradjuri-Krieger beschlossen, lediglich gegen die Weißen vorzugehen, die Verbrechen begangen hatten. Sie griffen Samuel Terry an, der vergiftetes Fleisch ausgelegt hatte. Er wurde mit Speeren getötet und seine Hütte verbrannt.  
Windradyne sandte seine Leute aus, um weitere Aborigines zu mobilisieren, so wuchs seine Streitmacht auf 600 Krieger an. Mit den Stammesführern Old Bull aus dem Süden und Blucher aus dem Nordwesten bildete Windradyne einen Kriegsrat, um die nächsten Attacken gegen die Kolonisten zu planen. Er beabsichtigte auch, direkt mit der Regierung zu verhandeln und marschierte am 28. Dezember 1824 zum Marktplatz in Parramatta. Dort wollte er den Gouverneur treffen und mit ihm verhandeln. 
Windradyne starb 1829 im Krankenhaus von Bathurst, nachdem er in einem Kampf schwer verwundet worden war. Er wurde mit einem Possumfell und seinen Waffen beerdigt. Sein Grab wurde von der Bathurst Historical Society im Jahre 1955 zum geschützten Gebiet der Wiradjuri erklärt und durch ein Grabmal gekennzeichnet.

## Namen
Ein Stadtteil von Bathurst und ein Studentenwohnheim an der Charles Sturt University in Wagga Wagga sind nach Windradyne benannt.